# やわらかあたま塾 いっしょにあたまのストレッチ
『やわらかあたま塾 いっしょにあたまのストレッチ』（やわらかあたまじゅく いっしょにあたまのストレッチ、英題：Big Brain Academy: Brain vs. Brain）は、任天堂より2021年12月3日に発売されたNintendo Switch用ゲームソフト。

## 概要
14年ぶりとなるシリーズ最新作。ニンテンドーDS用ソフト『やわらかあたま塾』とWii用ソフト『Wiiでやわらかあたま塾』から選んだ問題を収録し、調整を加えている。

## 関連作品
- やわらかあたま塾（2005年6月30日発売、DS）
- Wiiでやわらかあたま塾（2007年4月26日発売、Wii）